# Nothomiza subbasalis
Nothomiza subbasalis är en fjärilsart som beskrevs av Eugen Wehrli 1940. Nothomiza subbasalis ingår i släktet Nothomiza och familjen mätare. Inga underarter finns listade i Catalogue of Life.